# Pierścień rotatorów

10. Pierścień rotatorów: 11. M. nadgrzebieniowy, 12. M. podłopatkowy, 13. M. podgrzebieniowy, 14. M. obły mniejszy

Pierścień rotatorów, stożek rotatorów, mankiet rotatorów – grupa mięśni i ich ścięgien, które stabilizują ludzki staw ramienny. Składają się na niego cztery z sześciu mięśni obręczy kończyny górnej: nadgrzebieniowy, podgrzebieniowy, obły mniejszy i podłopatkowy. 

## Struktura i zaopatrzenie
| Mięsień                 | Przyczep na łopatce                     | Przyczep na kości ramiennej           | Funkcja                            | Unerwienie                      | Przypisy |
| ----------------------- | --------------------------------------- | ------------------------------------- | ---------------------------------- | ------------------------------- | -------- |
| mięsień nadgrzebieniowy | dół nadgrzebieniowy                     | górna powierzchnia guzka większego    | odwodzenie kości ramiennej         | nerw nadłopatkowy               | [ 4 ]    |
| mięsień podgrzebieniowy | dół podgrzebieniowy                     | środkowa powierzchnia guzka większego | rotacja zewnętrzna kości ramiennej | nerw nadłopatkowy               | [ 4 ]    |
| mięsień obły mniejszy   | powierzchnia grzbietowa brzegu bocznego | dolna powierzchnia guzka większego    | rotacja zewnętrzna kości ramiennej | nerw pachowy                    | [ 4 ]    |
| mięsień podłopatkowy    | dół podłopatkowy                        | guzek mniejszy                        | rotacja wewnętrzna kości ramiennej | nerw podłopatkowy górny i dolny | [ 5 ]    |

Krew do stożka rotatorów dostarczana jest głównie przez tętnicę nadłopatkową, tętnicę podłopatkową i tętnicę okalającą ramię tylną.

## Funkcja
Ścięgna mięśni tworzących mankiet rotatorów łączą się z torebką stawu ramiennego i tworzą kołnierz chroniący jego tylną, górną i przednią powierzchnię. Kołnierz zapewnia stabilizację głowy kości ramiennej i utrzymuje ją w wydrążeniu stawowym łopatki bez narażania na utratę elastyczności i zakresu ruchów.

## Znaczenie kliniczne

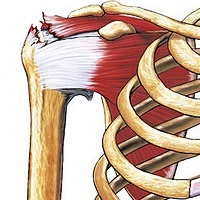
Zerwanie mięśnia nadgrzebieniowego

Uszkodzenia, zwyrodnienia i stan zapalny pierścienia rotatorów nie są częste. Patologie, zwłaszcza te które obejmują mięsień nadgrzebieniowy, są przyczyną bólu doskwierającego przy odwodzeniu ramienia w zakresie od 60 do 120°.